# Good copy, bad copy
Good copy, bad copy er en dokumentarfilm instrueret af Ralf Christensen, Henrik Moltke og Andreas Johnsen.

## Handling
Filmen fremstiller det globale dilemma om copyright i musikbranchen. Hvem ejer egentlig hvad? Og hvad er formålet med copyright?